# Safi (Syria)
Safi – wieś w Syrii, w muhafazie Aleppo, w dystrykcie Manbidż. W 2004 roku liczyła 290 mieszkańców.